# Thomas Rodger
Pour les articles homonymes, voir Rodger.
Thomas Rodger, né le 18 avril 1832 à St Andrews et mort dans la même ville le 6 janvier 1883, est un des premiers photographes écossais. 

## Biographie
Thomas Rodger naît le 18 avril 1832 à St Andrews. À l'âge de 14 ans, il devient l'apprenti du Dr James, un chimiste et pharmacien local, tout en étudiant au Madras College,. Alors apprenti, il aide régulièrement dans la salle de chimie de l'United College (en), où il devient le protégé du Dr John Adamson. Ce dernier lui enseigne le procédé du calotype, qu'il a déjà enseigné à son célèbre frère, Robert Adamson. Il persuade Thomas Rodger d'assister Lord Kinnaird (en) dans son studio de calotypie à Rossie Priory (en). 
Thomas Rodger s'inscrit à l'Andersonian College de Glasgow pour étudier la médecine, mais Adamson le persuade de créer une entreprise professionnelle de calotypie à St Andrews.
En 1853, il reçoit la médaille de l'Aberdeen Mechanics' Institution. En 1855, il reçoit la médaille d'argent de la Society of the Arts pour son article sur le calotype au collodion. Il remporte la médaille de l'Edinburgh Photographic Society en 1856 et la médaille de l'International Photographic Exhibition en 1877. Lorsque la Photographic Society of Scotland est créée en 1856, Thomas Rodger est l'un de ses premiers membres,.

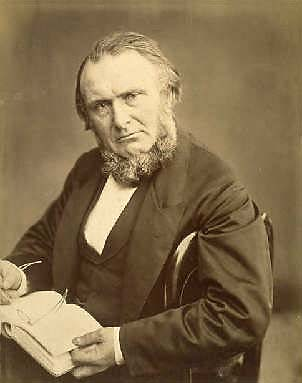
John Adamson photographié par Thomas Rodger vers 1865.

Les photographies de Rodger se trouvent principalement à la bibliothèque et au musée de l'université de St Andrews. Il est également l'auteur du portrait le plus connu de son maître John Adamson, réalisé vers 1865. Il est lui-même un protégé d'Ivan Szabo (1822-1858) dans les années 1850, qui a ensuite ouvert son propre studio à Édimbourg. Thomas Rodgers est connu pour fréquenter l'église congrégationaliste de St Andrews, tout comme James Valentine, qu'il a probablement photographié vers 1850.
Une plaque bleue en son honneur se trouve à St Andrews, devant sa maison et son studio (aujourd'hui le University Careers Centre). On peut y lire : « Premier photographe professionnel de St. Andrews, il a appris le procédé du calotype par le Dr John Adamson, qui l'a incité à en faire l'œuvre de sa vie. Ses images de la ville, de ses habitants, des pêcheurs et des visiteurs éminents lui ont valu une grande renommée. La faveur dont il jouit auprès des membres de la famille royale lui permet de se rendre à Londres dans le cadre de missions photographiques royales. Il a construit cette maison et y a installé le premier studio photographique de la ville. Brewster, les Adamsons et Rodger ont fait de St Andrews un centre mondial de la photographie. ».
Il meurt le 6 janvier 1883 à St Andrews, à l'âge de 50 ans.